# 農山漁村経済更生運動
農山漁村経済更生運動（のうさんぎょそんけいざいこうせいうんどう）とは、昭和農業恐慌により荒廃した村落（農村・山村・漁村）に対する自力更生を目指す農林省の政策。

## 背景

### 農業恐慌
1929年に起きた世界恐慌は、製糸･養蚕業に大打撃を与えた。これらを副業としていた農村は不況のどん底に陥り、農業恐慌が発生した。これにより、農村は娘売りや子売りにより生活費を得たり、本来は肥料にするはずの干鰯やぬかを常食としている惨状に喘いでいた。農村財政も極端な窮乏に陥った。

### 農村救済請願運動
こうした農村の窮状を受けて、農本主義者により、農村救済請願運動が全国的に展開された。運動は第62回帝国議会臨時会（1932年6月）に向けての請願署名活動として展開し、農家負債の3ヵ年据置き、肥料資金反当り1円補助、満蒙移住費5000万円補助を要求した。

## 内容

### 政府の「経済更生」策
1932年（昭和7年）から毎年1000町村が、1940年（昭和20年）までには全国の81％にあたる9153町が、経済更生指定町村に指定され、町村有力者を網羅した経済更生委員会を組織を促し、政府より一町村当り100円の補助金を支弁した。
事業内容
- 土地分配の整備
- 土地利用の合理化
- 農村金融の改善
- 労力利用の合理化
- 農業経営組織の改善
- 生産費・経費の節減
- 生産物の販売統制
- 農業経営用品の配給統制
- 各種災害防止、共済、生活改善

等
これらは、農業の生産過程から流通過程に至る「合理化」の強制と農民の精神主義的教化により、恐慌克服の方途を求めるものであった。

## 運動の変質
日中戦争勃発により総力戦体制に即応した農業生産力拡充対策が求められた。これにともない、更生運動も1938年の農村経済更生中央委員会の解散と農林計画委員会の発足により、性格が一変した。この運動を通して、「国家―産業組合―農事実行組合―農民」という農村の組織化が完成し、農業統制の仕組みが成立した。また、町村末端の集落を活用したことは、国民精神総動員運動・翼賛運動の先駆けであり、戦時体制を形成する起点となった。